# Kristijan Bistrović
Kristijan Bistrović (Koprivnica, Koprivnica-Križevci, 9 de abril de 1998) es un futbolista croata que juega de centrocampista y se encuentra sin equipo tras abandonar el P. F. C. CSKA Moscú.

## Trayectoria
Bistrović fichó por el PFC CSKA Moscú hasta 2022 el 12 de enero de 2018. Debutó con el club ruso el 8 de marzo en los octavos de final de la Liga Europa de la UEFA contra el Olympique de Lyon. Anotó su primer gol para el CSKA el 18 de agosto en la victoria por 3-0 ante el Arsenal Tula.

## Estadísticas
Actualizado al último partido disputado el 1 de junio de 2025.
| Club                               | Div.          | Temporada     | Liga  | Liga  | Copas nacionales | Copas nacionales | Copas internacionales | Copas internacionales | Total | Total |
| Club                               | Div.          | Temporada     | Part. | Goles | Part.            | Goles            | Part.                 | Goles                 | Part. | Goles |
| ---------------------------------- | ------------- | ------------- | ----- | ----- | ---------------- | ---------------- | --------------------- | --------------------- | ----- | ----- |
| N. K. Slaven Koprivnica · Croacia  | 1.ª           | 2014-15       | 1     | 0     | 0                | 0                | —                     | —                     | 1     | 0     |
| N. K. Slaven Koprivnica · Croacia  | 1.ª           | 2015-16       | 0     | 0     | 0                | 0                | —                     | —                     | 0     | 0     |
| N. K. Slaven Koprivnica · Croacia  | 1.ª           | 2016-17       | 2     | 0     | 0                | 0                | —                     | —                     | 2     | 0     |
| N. K. Slaven Koprivnica · Croacia  | 1.ª           | 2017-18       | 12    | 0     | 1                | 0                | —                     | —                     | 13    | 0     |
| N. K. Slaven Koprivnica · Croacia  | Total club    | Total club    | 15    | 0     | 1                | 0                | —                     | —                     | 16    | 0     |
| P. F. C. CSKA Moscú · Rusia        | 1.ª           | 2017-18       | 7     | 0     | 0                | 0                | 2                     | 0                     | 9     | 0     |
| P. F. C. CSKA Moscú · Rusia        | 1.ª           | 2018-19       | 20    | 2     | 1                | 0                | 2                     | 0                     | 23    | 2     |
| P. F. C. CSKA Moscú · Rusia        | 1.ª           | 2019-20       | 28    | 1     | 2                | 0                | 6                     | 0                     | 36    | 1     |
| P. F. C. CSKA Moscú · Rusia        | 1.ª           | 2020-21       | 14    | 2     | 0                | 0                | 6                     | 1                     | 20    | 3     |
| Kasımpaşa S. K. Turquía            | 1.ª           | 2020-21       | 20    | 0     | ―                | ―                | ―                     | ―                     | 20    | 0     |
| Kasımpaşa S. K. Turquía            | Total club    | Total club    | 20    | 0     | 0                | 0                | 0                     | 0                     | 20    | 0     |
| P. F. C. CSKA Moscú · Rusia        | 1.ª           | 2021-22       | 6     | 1     | 2                | 1                | ―                     | ―                     | 8     | 2     |
| Fatih Karagümrük S. K. Turquía     | 1.ª           | 2021-22       | 18    | 1     | 2                | 0                | ―                     | ―                     | 20    | 1     |
| Fatih Karagümrük S. K. Turquía     | Total club    | Total club    | 18    | 1     | 2                | 0                | 0                     | 0                     | 20    | 1     |
| U. S. Lecce · Italia               | 1.ª           | 2022-23       | 11    | 0     | 1                | 0                | ―                     | ―                     | 12    | 0     |
| U. S. Lecce · Italia               | Total club    | Total club    | 11    | 0     | 1                | 0                | 0                     | 0                     | 12    | 0     |
| Fortuna Sittard · Países Bajos     | 1.ª           | 2022-23       | 13    | 1     | ―                | ―                | ―                     | ―                     | 13    | 1     |
| Fortuna Sittard · Países Bajos     | Total club    | Total club    | 13    | 1     | 0                | 0                | 0                     | 0                     | 13    | 1     |
| F. C. Baltika Kaliningrado · Rusia | 1.ª           | 2023-24       | 23    | 2     | 8                | 1                | ―                     | ―                     | 31    | 3     |
| F. C. Baltika Kaliningrado · Rusia | Total club    | Total club    | 23    | 2     | 8                | 1                | 0                     | 0                     | 31    | 3     |
| P. F. C. CSKA Moscú · Rusia        | 1.ª           | 2024-25       | 20    | 1     | 11               | 1                | ―                     | ―                     | 31    | 2     |
| P. F. C. CSKA Moscú · Rusia        | Total club    | Total club    | 95    | 7     | 16               | 2                | 16                    | 1                     | 127   | 10    |
| Total carrera                      | Total carrera | Total carrera | 195   | 11    | 28               | 3                | 16                    | 1                     | 239   | 15    |
| 1. 2.                              |               |               |       |       |                  |                  |                       |                       |       |       |

## Palmarés

### Títulos nacionales
| Título             | Club                | País  | Año  |
| ------------------ | ------------------- | ----- | ---- |
| Supercopa de Rusia | P. F. C. CSKA Moscú | Rusia | 2018 |
| Copa de Rusia      | P. F. C. CSKA Moscú | Rusia | 2025 |